# Via Nazionale

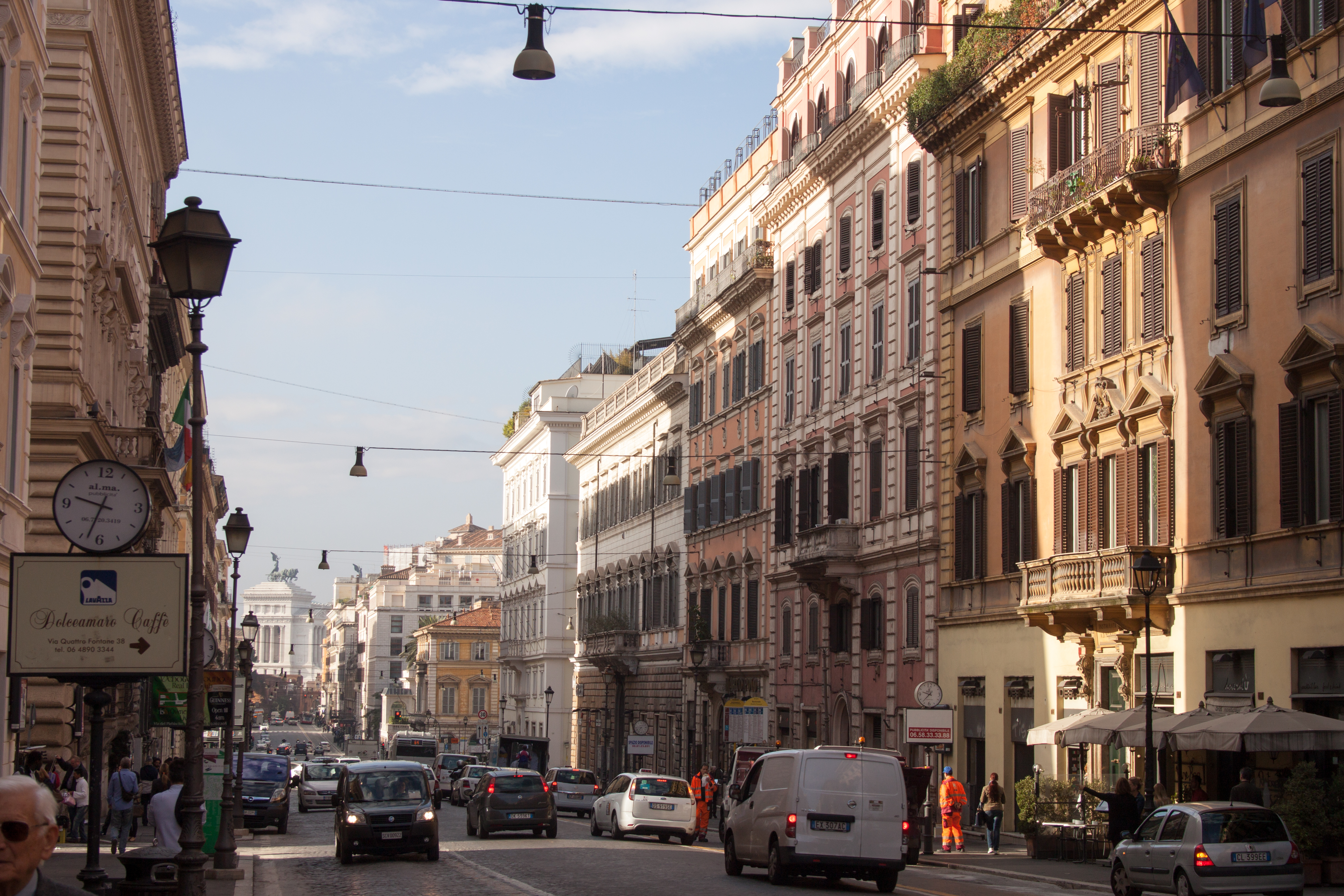
A Via Nazionale déli szakasza

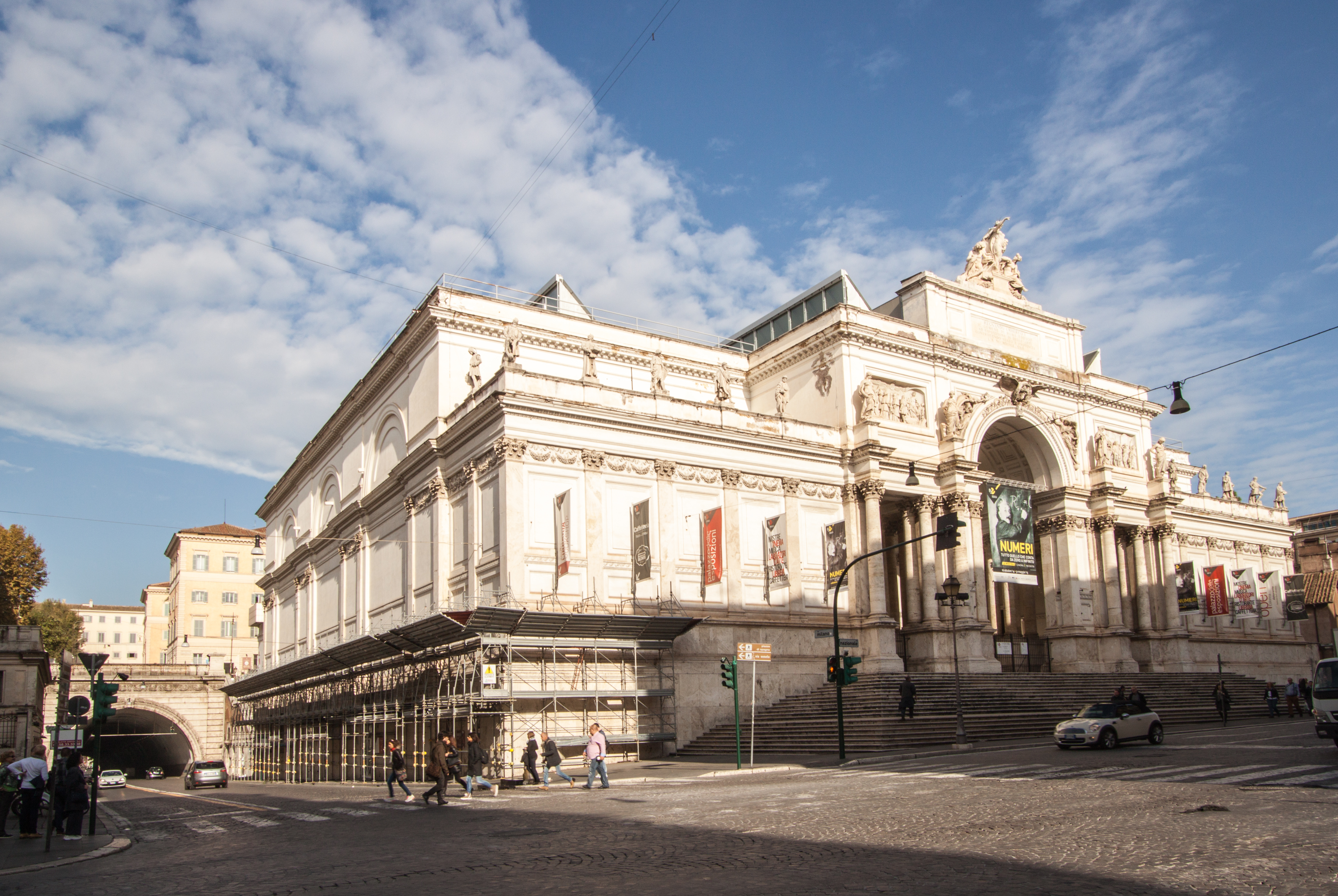
A kiállítási csarnok, mellette a közúti alagút

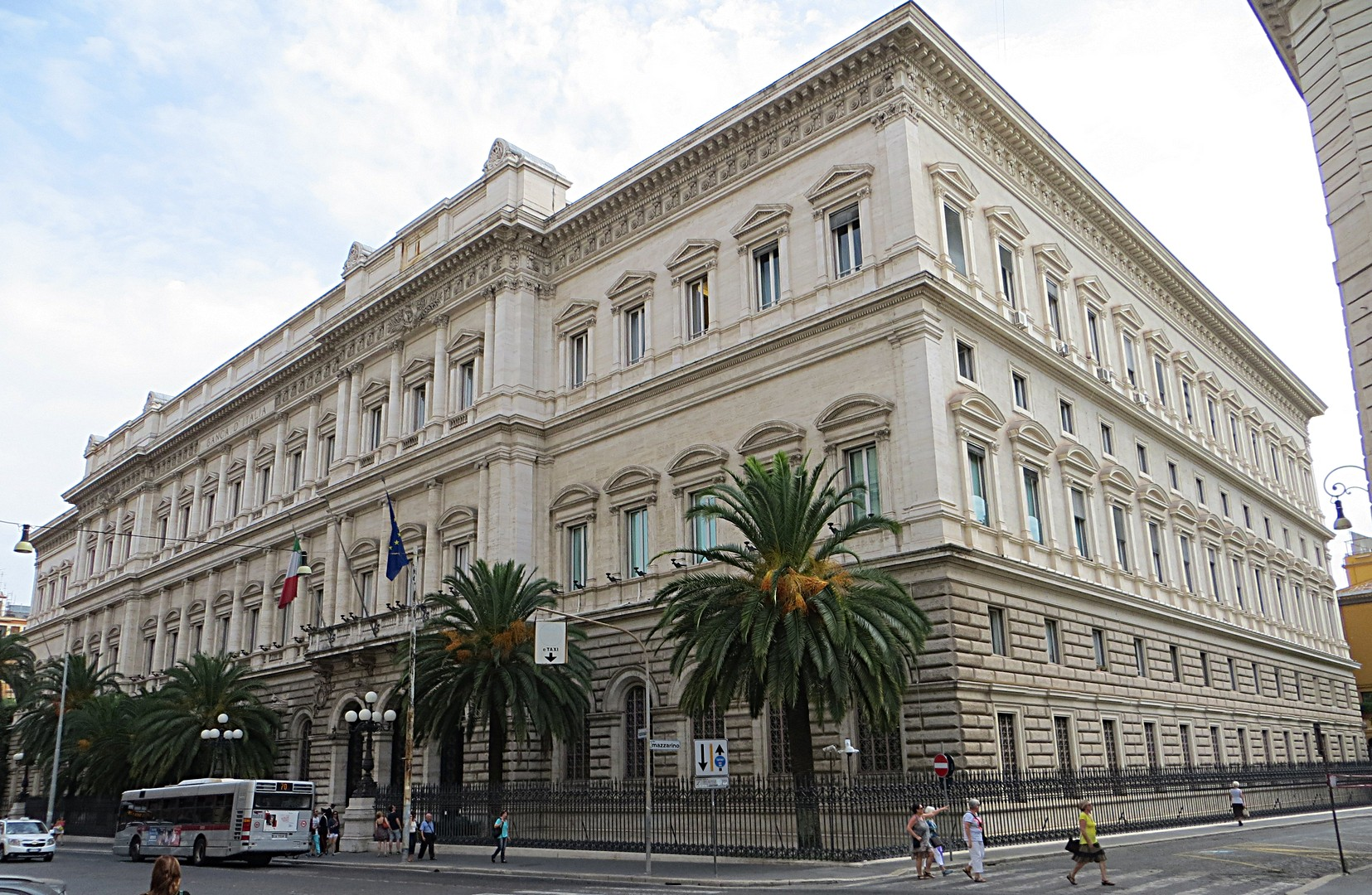
A Koch-palota, az olasz nemzeti bank székhelye

A Via Nazionale Róma belvárosának egyik főútvonala. A Roma Termini pályaudvar környékét köti össze a szorosan vett belvárossal, a Piazza Venezia környékével. Északi kiindulópontja a Piazza della Repubblica, az egykori Diocletianus termái komplexumának szélén épült reprezentatív tér, innen, a Viminalis magaslatáról lejt a belváros felé, ahol a Forum Romanum közelében, Traianus vásárcsarnoka felett ér véget.
A 19. század végén, a Risorgimento idején alakították ki, amikor Róma az új Olasz Királyság fővárosa lett. A korszerű főútvonal elsődleges feladata a főpályaudvar és a belváros összekötése volt. A sugárút két oldalán a 19. század végi, 20. század eleji ízlésnek megfelelő bérpaloták, üzletházak, szállodák találhatók.

## Fő látnivalói
Az út északi részén található az 1880-ban befejezett Chiesa di San Paolo dentro le Mura, magyarul a Falakon belüli Szent Pál-templom, ami az első protestáns templom volt Rómában.
Délebbre a Via Nazionale mentén, de az út szintjénél mintegy hat méterrel mélyebben fekszik az ősi San Vitale-templom.
A sugárutat szegélyező újabb paloták közül nevezetes a Palazzo delle Esposizioni neoklasszikus, eklektikus kiállítási csarnoka, amiben gyakran rendeznek színvonalas, tömegeket vonzó kiállításokat. A kiállítási csarnok mellett hosszú, fehér csempével burkolt közúti alagút, a Traforo Umberto I. nyílik, ami a Quirinalis dombja alatt vezet át a római belváros északi részébe.
A sugárút mentén található a Koch-palota, a Banca D'Italia, az olasz nemzeti bank neoreneszánsz, közelebbről az akkor uralkodó I. Umbertó olasz királyról elnevezett Umberto-stílusban épült székhelye. Az épület előtt álló pálmafák lombjában barátpapagájok fészkelnek.
Az út déli végét lezáró Largo Magnanapoli téren áll a Santa Caterina a Magnanapoli temploma, mögötte a Torre delle Milizie középkori lakótornyával.